# Кларе (Еро)
Кларе (фр. Claret) је насеље и општина у јужној Француској у региону Лангдок-Русијон, у департману Еро која припада префектури Монпелије.
По подацима из 2011. године у општини је живело 1409 становника, а густина насељености је износила 49,84 становника/km². Општина се простире на површини од 28,27 km². Налази се на средњој надморској висини од 115 метара (максималној 410 m, а минималној 135 m).

## Демографија
| 1962. | 1968. | 1975. | 1982. | 1990. | 1999. | 2011. |
| ----- | ----- | ----- | ----- | ----- | ----- | ----- |
| 468   | 468   | 476   | 526   | 825   | 1.069 | 1.409 |

График промене броја становника у току последњих година